# Zwartsprietboswitje
Het zwartsprietboswitje (Leptidea duponcheli) is een vlindersoort uit de familie van Pieridae (witjes).
In Europa komt het zwartsprietboswitje voor op de Balkan en in het zuidoosten van Frankrijk.
De wetenschappelijke naam  werd gepubliceerd in 1871 door Staudinger. De soort is vernoemd naar de Franse entomoloog Philogène-Auguste-Joseph Duponchel.